# Eldorado (homobar)
Eldorado was een beroemde homobar in Duitsland, die actief was tijdens de Weimarrepubliek. 
Hoewel de bar zeker niet het enige establishment van zijn soort was – Magnus Hirschfeld, die de bar zelf ook bezocht, schatte in dat er in Berlijn anno 1923 tussen de 90 en 100 van dergelijke ontmoetingsplekken waren – was het wel een van de meest bekende.
Eldorado is niet lang actief geweest, namelijk tussen 1924 en 1932. In 1933 werd de club definitief gesloten door de nazi's, waarna het betreffende pand verwerd tot het hoofdkwartier van de Sturmabteilung.

## Locaties
De bar werd in eerste instantie opgericht begin jaren 1920, in de Kantstraße in de Berlin-Charlottenburg. De oprichter was Ludwig Konjetschni.
Na enkele jaren verhuisde de club naar de Lutherstraße in Berlin-Schöneberg. In 1931 verhuisde Eldorado opnieuw, nu naar het kruispunt van de Motzstraße en de Kalckreuthstraße, vlak bij de Lutherstraße. Konjetschni bleef al die tijd de eigenaar. De Motzstraße is nog altijd een straat met grote aantrekkingskracht op de lhbti+-gemeenschap. Ook in de jaren 1920 waren er in Schöneberg andere homobars gevestigd, zoals de Toppkeller die vooral gericht was op lesbiennes.

## Clientèle
Eldorado werd voornamelijk bekend door de gevarieerde clientèle. Niet alleen homoseksuele mannen waren hier welkom, hetzelfde gold voor lesbiennes en transgender mensen, evenals hetroseksuele cisgender mensen. Dat maakte de club uniek in deze tijd, waarin homoseksualiteit onder paragraaf 175 nog altijd strafbaar was. 
Mogelijk verklaart dat ook de vele verplaatsingen van de bar in zo korte tijd; Konjetschni bewoog zich met de uitbating ervan in een grijs gebied. Paragraaf 175 eist bewijs van seksueel contact, iets wat door de politie moeilijk te leveren was. Daarom werden er geen invallen gedaan bij de bar, die veelal kon dienen als plek om lijsten op te stellen van wie mogelijk homoseksuele seks had en deze mensen extra goed in de gaten te kunnen houden. Ook lesbiennes werden – hoewel vrouwelijke homoseksuele seks niet strafbaar was – streng gemonitord. Travestie was verboden. Mogelijk verplaatste Eldorado dan ook regelmatig om haar clientèle een zo veilig mogelijke verzamelplaats te geven.

## Optredens en beroemde gasten
Het overgrote deel van de optredens in Eldorado werd verzorgd door dragperformers, toen nog bekend onder de naam travestieten. Van degenen die optraden werd vooral Hansi Sturm heel bekend. Sturm, die erom bekendstond aan het einde van diens act de gebruikte borstprotheses in het publiek te gooien, kreeg al snel de bijnaam 'Miss Eldorado'. Dit duidt erop dat er tevens drag-miss verkiezingen werden gehouden.
Marlene Dietrich en Josephine Baker troffen elkaar in de club en traden er ook op. Ook Ernst Röhm, Magnus Hirschfeld en Charlie Chaplin bezochten de bar.
In het portret van De Graaf St. Genois d'Anneaucourt in 1927 van Christian Schad is een frequente bezoeker van Eldorado te zien, rechts van de graaf. Otto Dix vereeuwigde de homobar in zijn schilderij Eldorado (1927), waarop twee bezoekers drinken halen aan de bar, net als Ernst Fritsch die twee jaar later Erinnerung an Eldorado (1929) schilderde, een triptiek waarop een dansend lesbisch stel te zien is, net als twee ogenschijnlijk heteroseksuele koppels.
Anna Blamanhuis ·
Apollo ·
Çavaria ·
De Kringen ·
Delftse Werkgroep Homoseksualiteit ·
DITO! ·
Equality for Gays And Lesbians In The European institutions ·
European Pride Organisers Association ·
Federatie Studenten Werkgroepen Homoseksualiteit ·
FemFusion ·
Gay & Lesbian Switchboard ·
Gay and Lesbian Kingdom of the Coral Sea Islands ·
Gay Business Amsterdam ·
GLAAD ·
Het Roze Huis ·
Hirschfeld-Eddy Stichting ·
Homo LesBische Federatie Nederland ·
Homoconsumentenbond ·
Homogroep Wageningen ·
Human Rights Campaign ·
IGLHRC ·
IHLIA LGBTI Heritage ·
ILGA ·
ILGA-Europe ·
International Gay and Lesbian Human Rights Commission ·
Lesben- und Schwulenverband in Deutschland ·
LGB Alliance ·
Lhbt-studentenvereniging ·
Metropolitaanse Gemeenschapskerk ·
Mikpunt ·
Nederlandsch Wetenschappelijk Humanitair Komitee ·
Nederlandse Vereniging tot Integratie van Homoseksualiteit COC ·
Stichting OUT! ·
OutFront Minnesota ·
ProGay ·
Radical faeries ·
Regenbooghuis Brussel ·
Roze Actiefront ·
Roze Front ·
Roze Leeuwen ·
Roze Zaterdag ·
RozeLinks ·
Schorer ·
Stichting PANN ·
Trainbow Belgium ·
Transgender Netwerk Nederland ·
Verkeerd Geparkeerd ·
Wel Jong ·
Wissenschaftlich-humanitäre Komitee ·
Deutscher Freundschaftsverband ·
Damenklub Violetta ·
Bund für Menschenrecht ·
Eldorado (homobar) ·

 Portaal lgbt